# ドッド・プロクター
ドッド・プロクター（Dod Procter, 1890年4月21日 - 1972年7月31日）は、イギリスの画家。画家のアーネスト・プロクターの妻。パリの美術学校で学び、印象派と後期印象派の影響を受けた。1927年の作品『朝』はデイリーメールによって購入された。

## 略歴
旧姓はショー（Shaw）でロンドンのHampsteadに生まれた。父親は船医で、母親はかつてロンドンのスレード美術学校で学んだ経歴の持ち主であった。一家はその後、デヴォン州のタヴィストックに移り、父親が没した後、1907年にコーンウォールのニューリンに母親と移った。15歳になった時ニューリン派の画家のスタンホープ・フォーブスとエリザベス・フォーブスが開いていた美術学校に入学した。その時の生徒はドッドのいとこのジェッシー（Cicely Jesse）ともう一人の女性であった。フォーブス家を訪ねた時にドッドは将来結婚することになるアーネスト・プロクター(1885-1935)と出会った。2人はフォーブス夫妻の教えた学生の中で優れた才能の持ち主であった。ドッドは同じ頃、ニューリンで活動を始めた女性画家のローラ・ナイトとも知り合い、2人は親友になった。
1910年に母親とパリに行き、アカデミー・コラロッシで学び、印象派やポスト印象派から影響を受け、ルノワールやセザンヌから影響を受けた。1912年にドッドはアーネスト・プロクターと結婚した。1913年にドッドは、ロイヤル・アカデミー・オブ・アーツの展覧会に初めて出展した。第一次世界大戦中、夫はパリの病院で働き、ドッドもパリで暮らした。1818年にニューリンに戻り、1919年から1920年の間は夫妻で公共施設の装飾絵画の仕事もした。1922年から女性の人物画を描き始めた。1927年作品『朝』はデーリー・メールが募集したコンテストで読者投票により年間賞に選ばれて名声を得、作品は £300で買い上げられた。
1935年に夫が亡くなった後も創作を続け、主に肖像画、静物画を描いた。